# Хохлово (Арзамасский район)
Хо́хлово — упразднённое село в Арзамасском районе Нижегородской области в составе Шатовского сельсовета.

## География
Располагалось в 12 км к югу от Арзамаса между шоссе Арзамас — Дивеево — Казаково.
В районе села много небольших озёр и карстовых воронок, местность овражная. Село окружено полями.

## История
В ноябре 1977 г. населённый пункт был снят с учёта в Шатовском сельском Совете.

## Русская православная церковь
Рядом располагался Троицкий скит.

## Люди, связанные с селом
- Жаворонков, Иван Филимонович (1867—1943) — участник Первой мировой и Гражданской войн, георгиевский кавалер, первый председатель колхоза[2].
- Филиппов Александр Васильевич (1918—1977) — Герой Советского Союза

## Фамилии, вышедшие из села
Бузины, Лукины, Толокновы, Николаевы, Филипповы , Левановы, Шалаевы, Савельевы (все члены семьи Савельевых были участниками Великой Отечественной войны 1941-1945гг(Савельев Иван Егорович и его три сына Михаил, Борис и Александр)

## Галерея

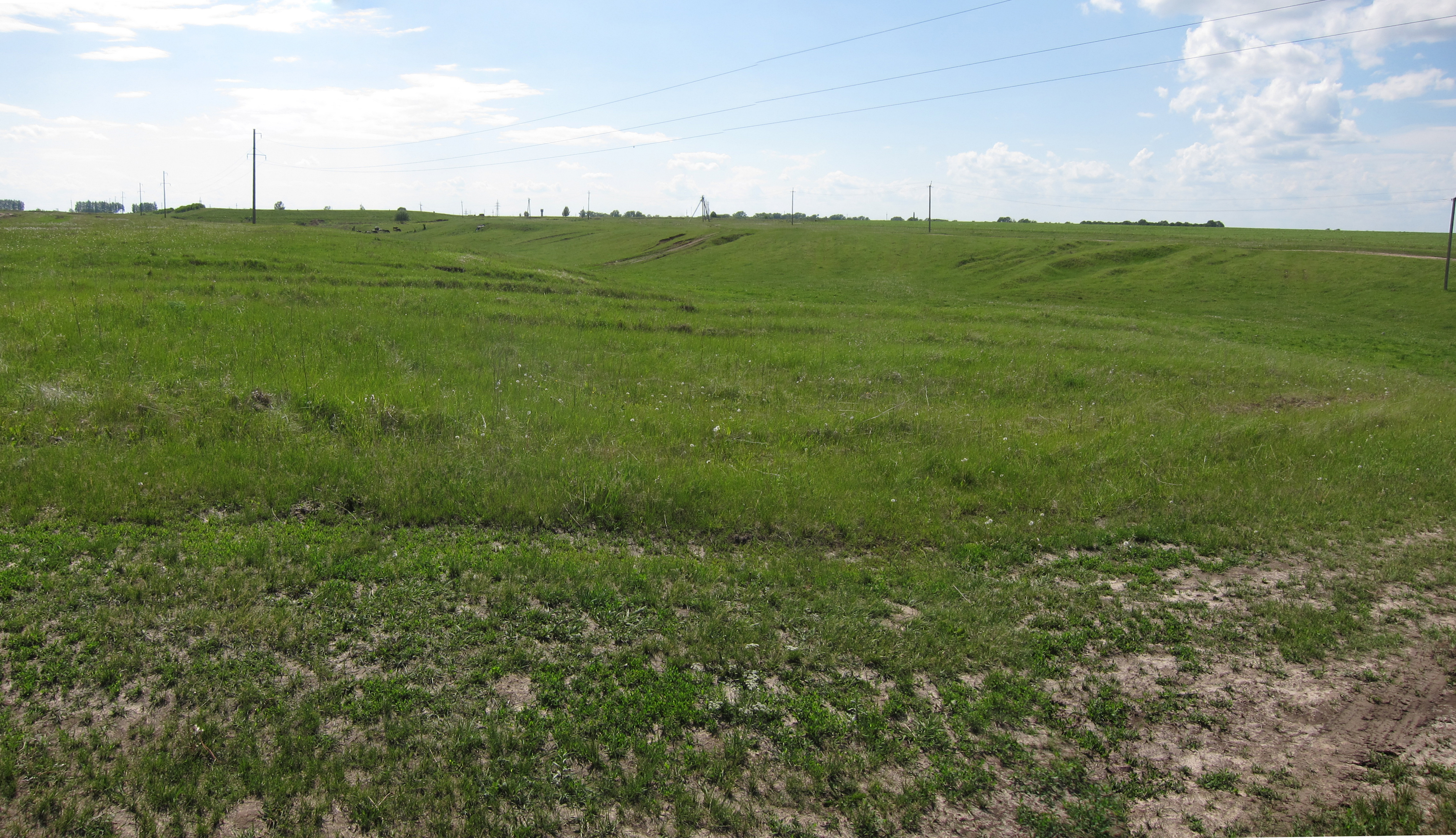
Пейзаж Хохлова
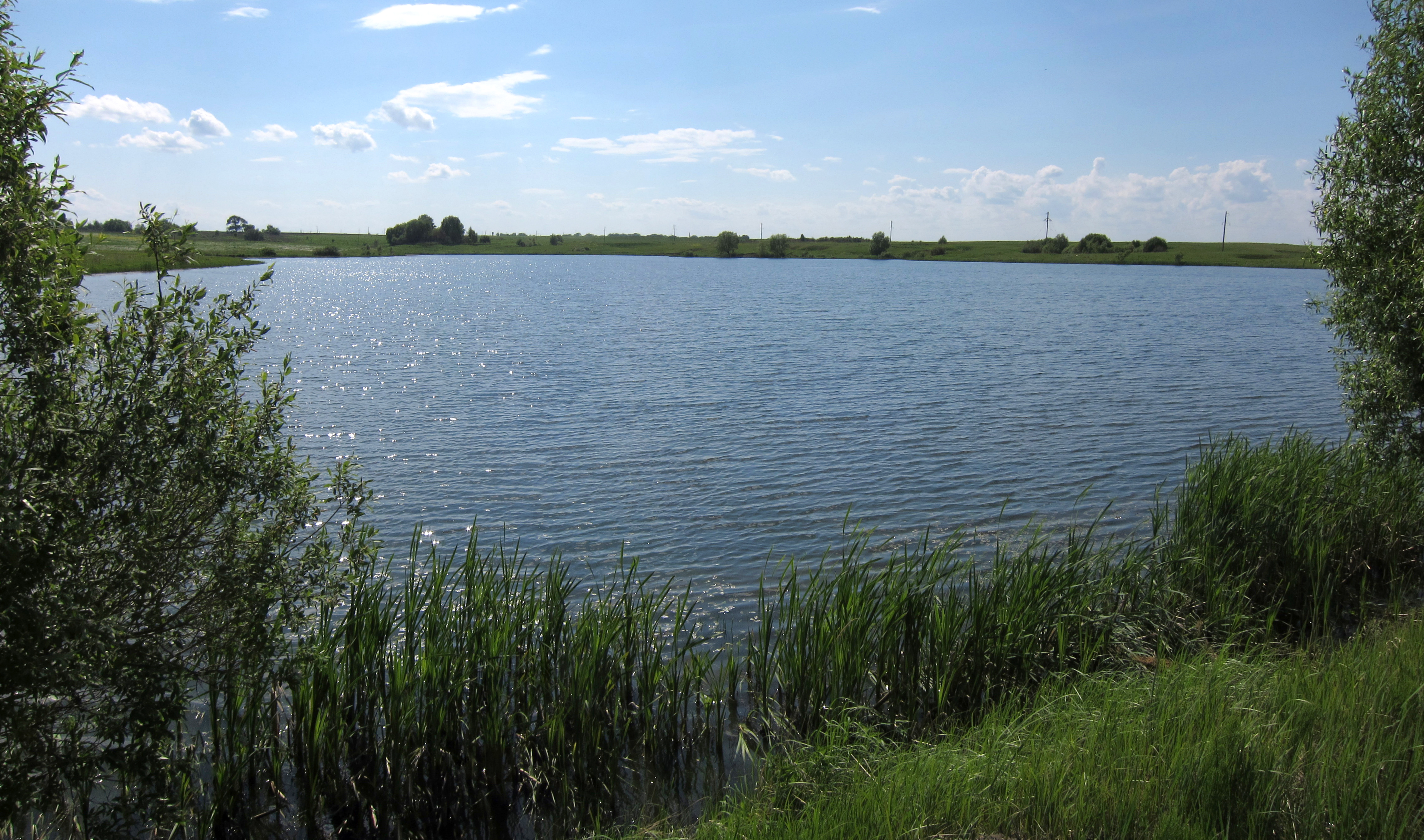
Пруд в Хохлове
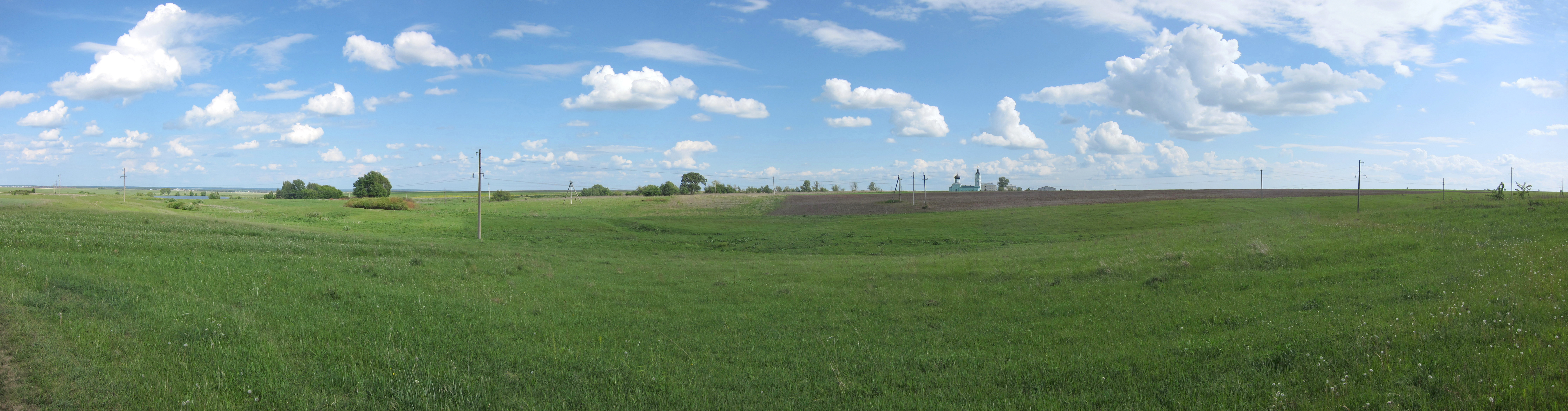
Хохлово и Троицкий Скит
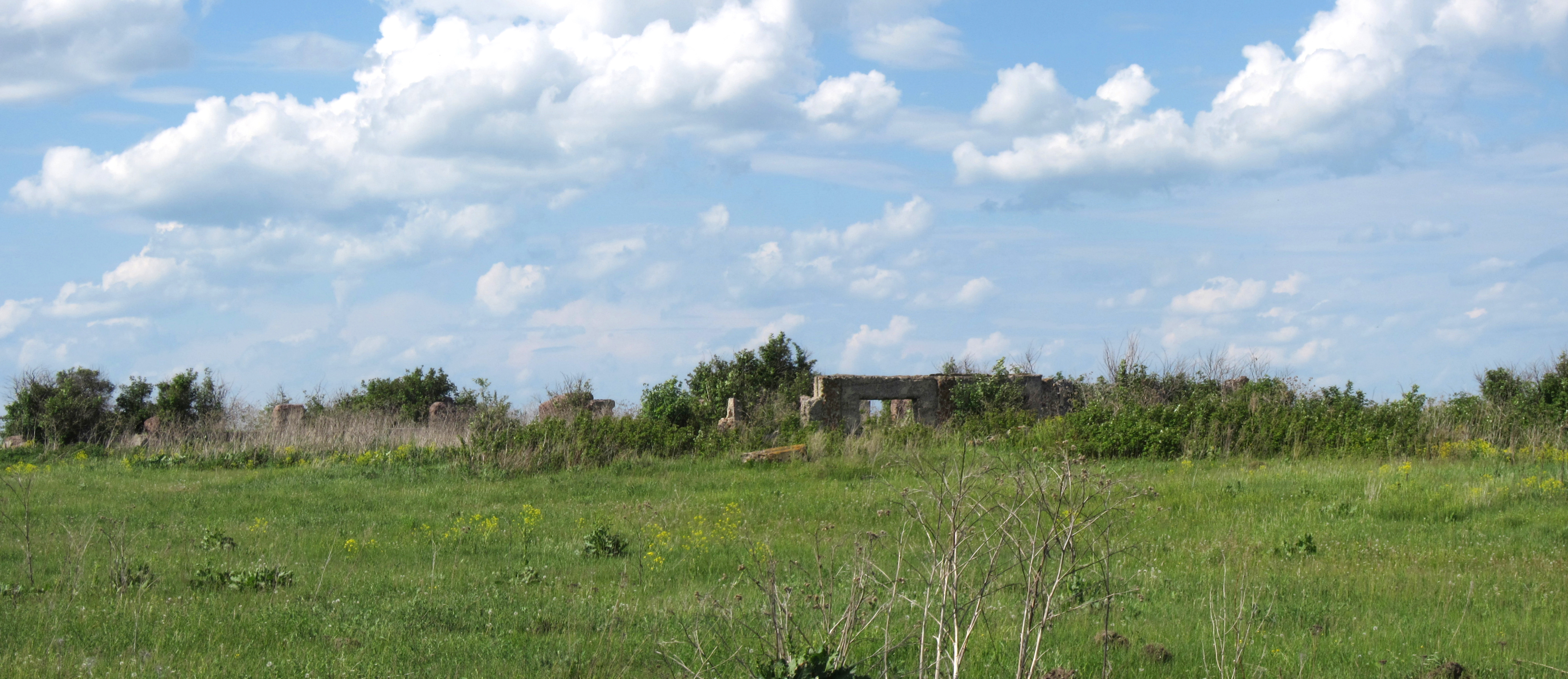
Заброшенная ферма в Хохлове
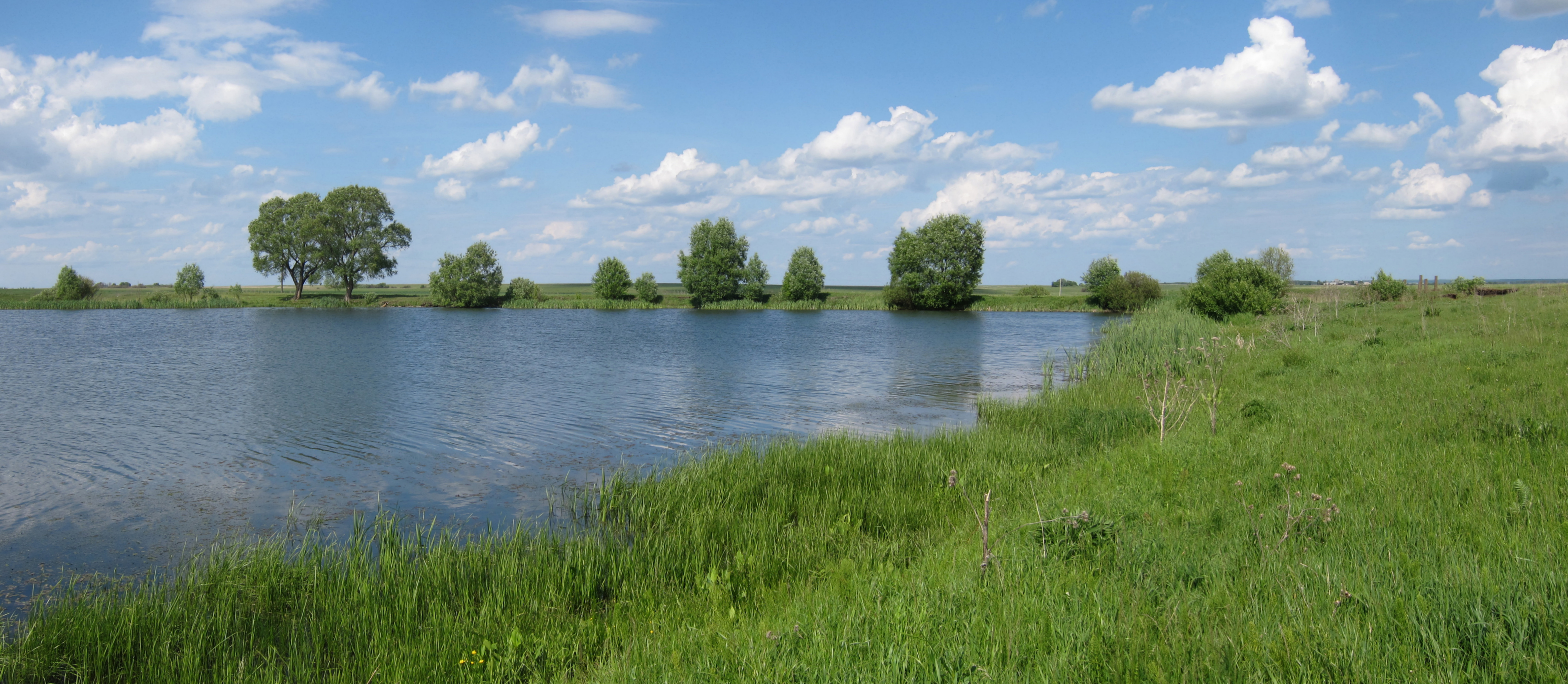
Панорама пруда в Хохлове
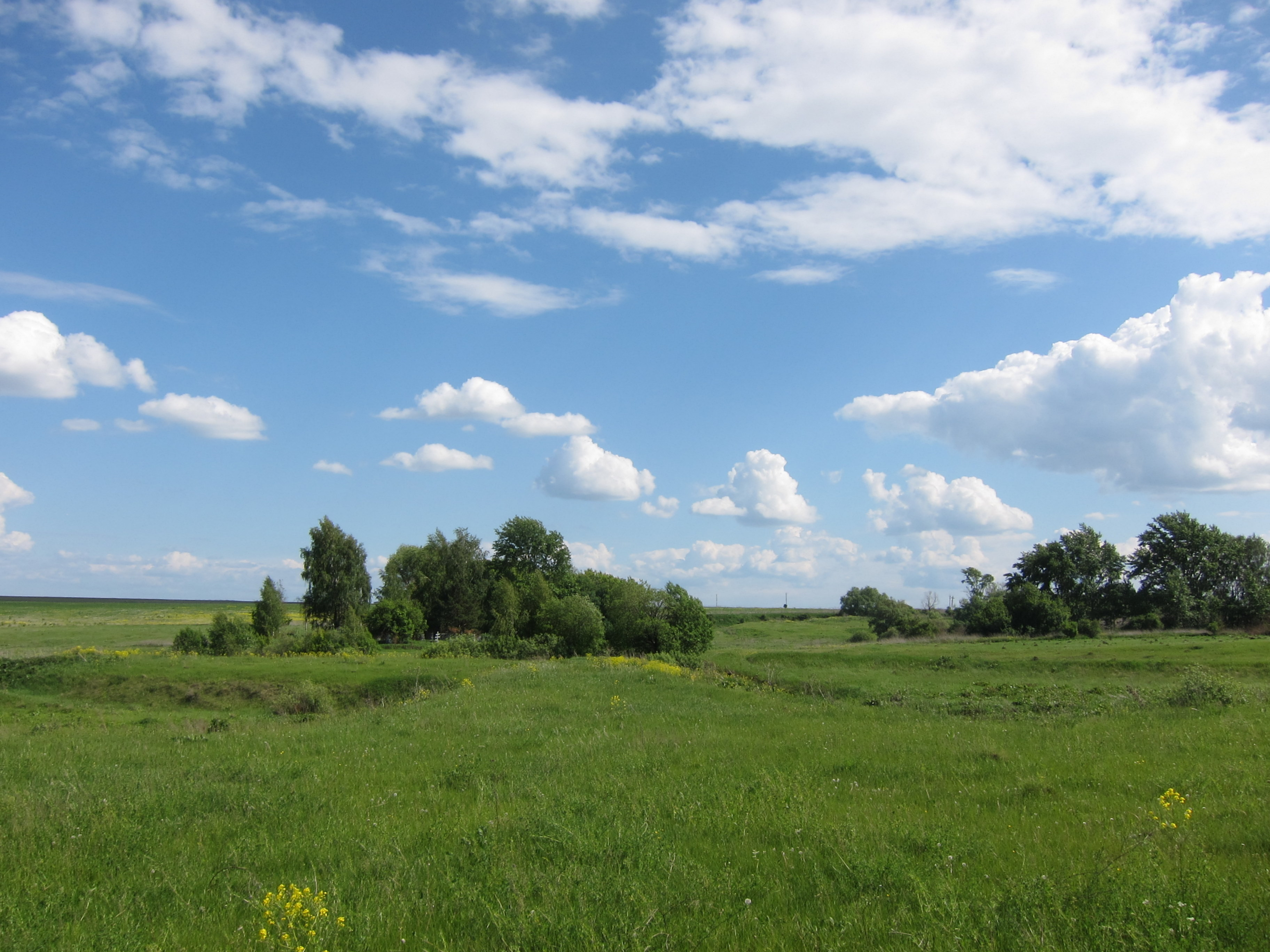
Кладбище в Хохлове
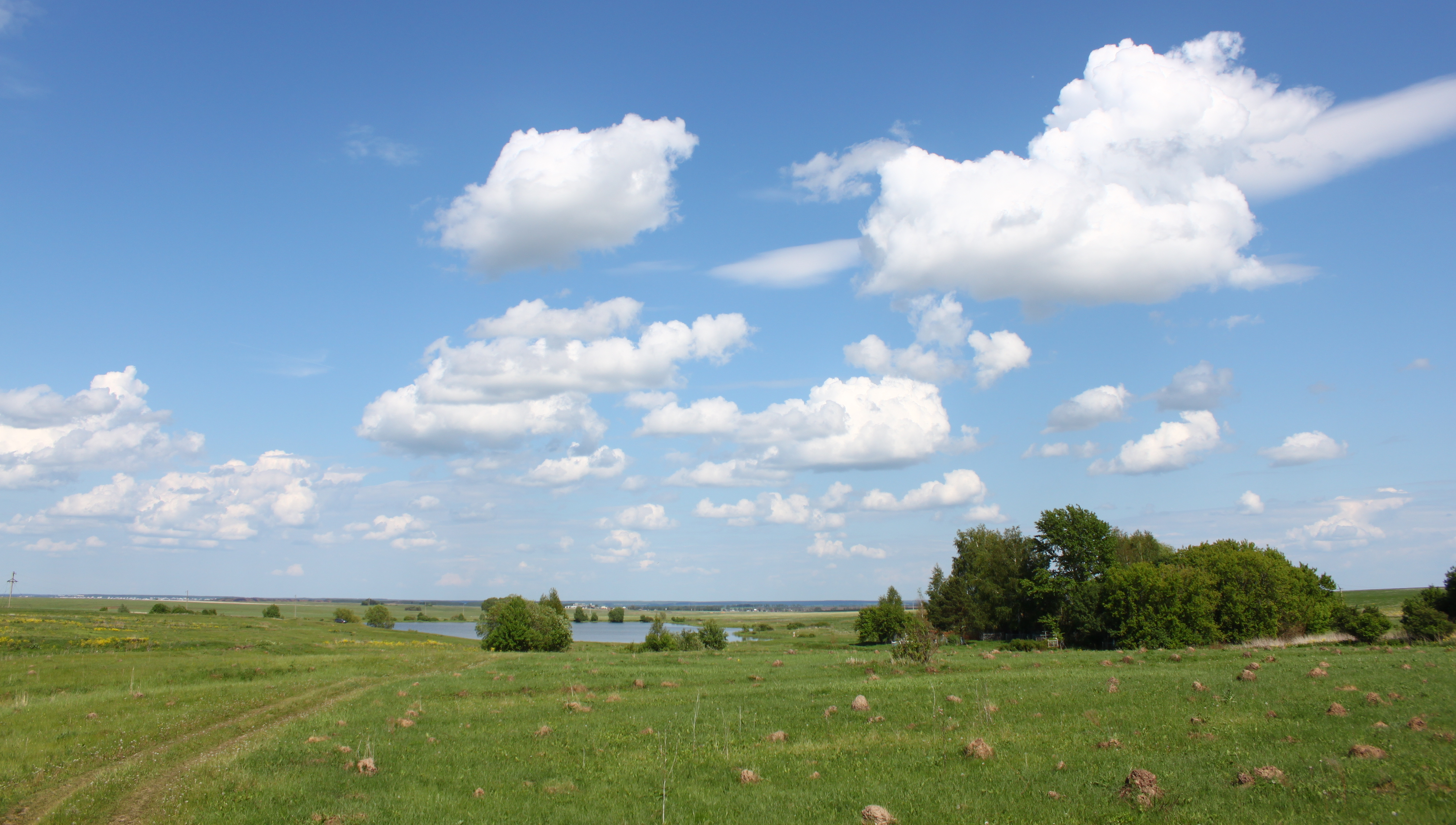
Общий вид Хохлова в мае 2010
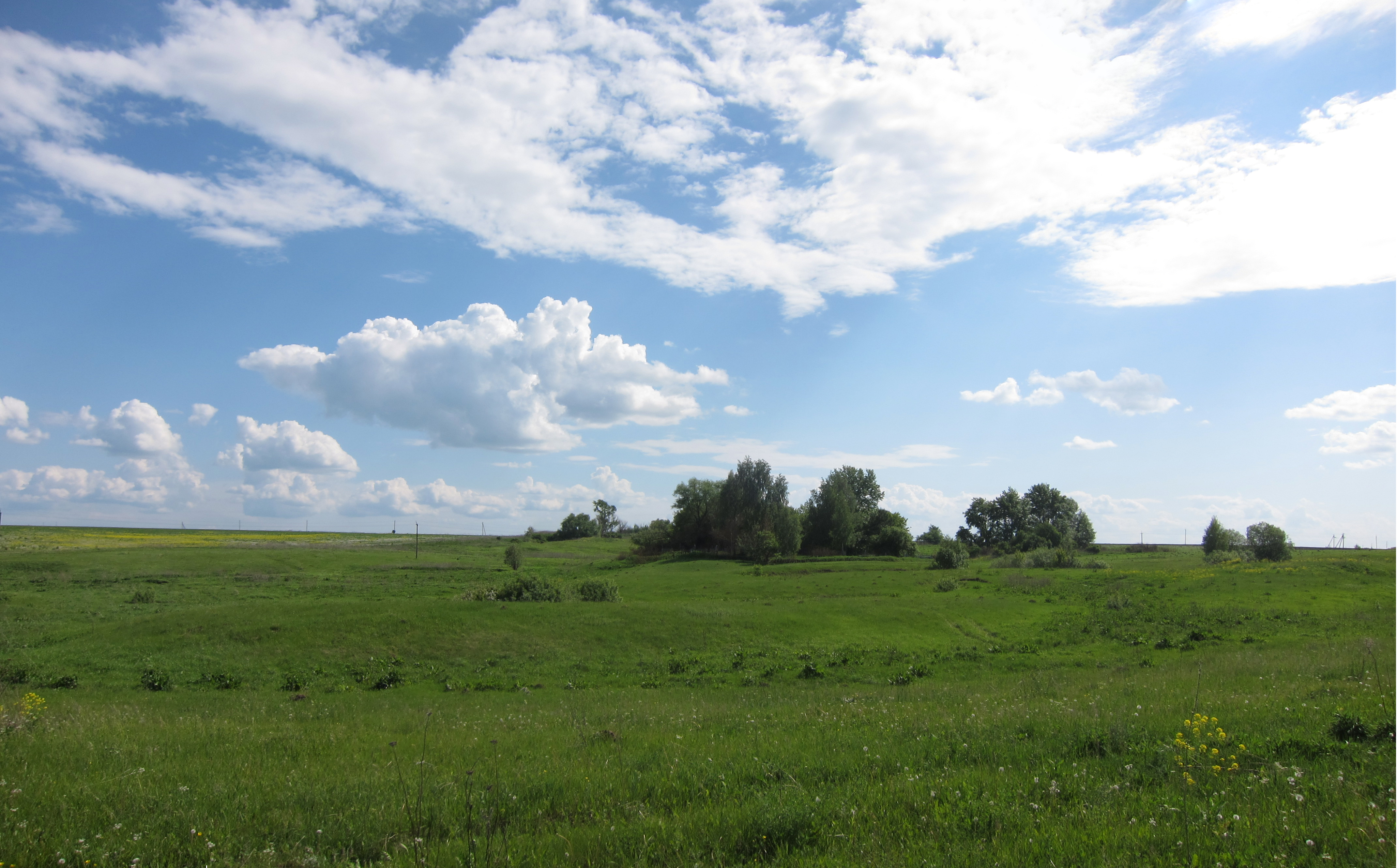
Хохлово в мае 2010